# Afrikanska mästerskapen i fäktning 2008
Afrikanska mästerskapen i fäktning 2008 arrangerades mellan den 26 och 28 april 2008 i Casablanca i Marocko. Det var den åttonde upplagan av afrikanska mästerskapen i fäktning.

## Medaljörer

### Herrar
| Gren                  | Guld                                                                           | Silver                                                                      | Brons                                                                |
| Värja, individuellt   | Ahmed El-Saghir                                                                | Ahmed Nabil                                                                 | Ayman Alaa El-Din                                                    |
| Värja, individuellt   | Ahmed El-Saghir                                                                | Ahmed Nabil                                                                 | Mohamed Ayoub Ferjani                                                |
| Värja, lag            | Egypten Ahmed El-Saghir Ayman Alaa El-Din Ahmed Nabil                          | Tunisien Mohamed Ben Aziza Maher Chourou Mohamed Ayoub Ferjani Karim Kamoun | Senegal Cheikh Omar Diallo Ibrahima N'Diaye Seckou Tounkara          |
| Florett, individuellt | Alaaeldin Abouelkassem                                                         | Karim Kamoun                                                                | Lahoussine Ali                                                       |
| Florett, individuellt | Alaaeldin Abouelkassem                                                         | Karim Kamoun                                                                | Tamer Mohamed Tahoun                                                 |
| Florett, lag          | Egypten Alaaeldin Abouelkassem Tarek Fouad Mostafa Nagaty Tamer Mohamed Tahoun | Tunisien Mohamed Ayoub Ferjani Karim Kamoun Mohamed Samandi                 | Marocko Soufiane Akkouri Lahoussine Ali Abdelkebir Bassir Aziz Karim |
| Sabel, individuellt   | Mamadou Keïta                                                                  | Mahmoud Samir                                                               | Mohammed Rebai                                                       |
| Sabel, individuellt   | Mamadou Keïta                                                                  | Mahmoud Samir                                                               | Gamal Fathy                                                          |
| Sabel, lag            | Tunisien Iheb Ben Chaabene Mohammed Rebai Souhaib Sakrani Hichem Samandi       | Egypten Mahmoud El-Bakry Gamal Fathy Tamim Ghazy                            | Senegal Alioune Badara Kebe Mamadou Keïta Abdoulaye Thiam            |

### Damer
| Gren                  | Guld                                                             | Silver                                                        | Brons                                                            |
| Värja, individuellt   | Mona Abdulaziz                                                   | Imène Ben Chaabane                                            | Sarra Besbes                                                     |
| Värja, individuellt   | Mona Abdulaziz                                                   | Imène Ben Chaabane                                            | Ndeye Binta Diongue                                              |
| Värja, lag            | Tunisien Sarra Besbes Rim Bokri Inès Boubakri Imène Ben Chaabane | Algeriet Hadia Bentaleb Lilia Gana Anissa Khelfaoui Amel Zerf | Senegal Ndeye Binta Diongue Aminata Ndong Salimata Sabaly        |
| Florett, individuellt | Inès Boubakri                                                    | Shaimaa El-Gammal                                             | Eman El-Gammal                                                   |
| Florett, individuellt | Inès Boubakri                                                    | Shaimaa El-Gammal                                             | Iman Shaban                                                      |
| Florett, lag          | Egypten Shaimaa El-Gammal Eman El-Gammal Iman Shaban             | Tunisien Inès Boubakri Mariem Fazzani Haïfa Jabri             | Algeriet Hadia Bentaleb Nadjoua Boubekeur Anissa Khelfaoui       |
| Sabel, individuellt   | Azza Besbes                                                      | Chaima Fathalli                                               | Héla Besbes                                                      |
| Sabel, individuellt   | Azza Besbes                                                      | Chaima Fathalli                                               | Adja Yacine Sarr                                                 |
| Sabel, lag            | Tunisien Azza Besbes Héla Besbes Chaima Fathalli                 | Senegal Adja Yacine Sarr Anna Seck Nafi Touré                 | Marocko Dounia Basrane Nadia Benjaidi Houda Lamzalaz Hind Nekari |

## Medaljtabell
*   Värdland ( Marocko)
| Nr                  | Nation              | Guld | Silver | Brons | Totalt |
| ------------------- | ------------------- | ---- | ------ | ----- | ------ |
| 1                   | Egypten             | 6    | 4      | 5     | 15     |
| 2                   | Tunisien            | 5    | 6      | 4     | 15     |
| 3                   | Senegal             | 1    | 1      | 5     | 7      |
| 4                   | Algeriet            | 0    | 1      | 1     | 2      |
| 5                   | Marocko*            | 0    | 0      | 3     | 3      |
| Totalt (5 nationer) | Totalt (5 nationer) | 12   | 12     | 18    | 42     |